# Delaford River
Delaford River är ett vattendrag i Dominica.   Det ligger i parishen Saint Andrew, i den nordvästra delen av landet, 40 km norr om huvudstaden Roseau.